# Metro van Nizjni Novgorod
De metro van Nizjni Novgorod (Russisch: Нижегородский метрополитен,  Nizjegorodski metropoliten), voordien Gorki Metro (Russisch: Горьковское Метро) geheten, werd geopend in 1985 en bestaat uit twee lijnen, die beide beginnen en eindigen in het station Moskovskaja, nabij het spoorwegstation van de stad. Het netwerk heeft een lengte van 21,6 kilometer en telt 15 stations. Nizjni Novgorod was (na Moskou en Sint-Petersburg) de derde Russische stad die een metro kreeg.

## Geschiedenis
De eerste plannen voor een metronetwerk in Gorki, zoals Nizjni Novgorod toen nog heette, werden opgesteld in de jaren 70 van de 20e eeuw. In 1976 nam het stadsbestuur het definitieve besluit tot de bouw van de metro, enerzijds omdat het tramnet van de stad verzadigd was geraakt, anderzijds omdat de bevolking in de volgende decennia naar verwachting sterk zou toenemen.
Op 17 december 1977 begonnen de bouwwerkzaamheden nabij het station Leninskaja, waar ook een monument werd onthuld ter ere van het tiende metronetwerk in de Sovjet-Unie. Na een bouwtijd van acht jaar werd de eerste lijn, de met rood aangegeven Avtozavodskaja Linieja, op 20 november 1985 in gebruik genomen. Het geheel op de linkeroever van de Oka gelegen traject van Moskovskaja naar Proletarskaja had een lengte van 7,8 kilometer en telde zes stations. De lijn had eigenlijk geopend moeten worden op 7 november, de 68e verjaardag van de Oktoberrevolutie, maar om onduidelijke redenen liep de oplevering vertraging op. Een feestelijke openingsceremonie vond daadwerkelijk plaats op 7 november, maar het publiek kon pas twee weken later van de metro gebruik gaan maken.
Op 8 augustus 1987 werd de lijn in het zuiden met twee stations en 1,9 kilometer verlengd tot Komsomolskaja. Twee jaar later bereikte de lijn zijn huidige vorm: op 15 november 1989 werd de lijn wederom met twee stations uitgebreid tot het eindpunt Park Koeltoery.
De tweede lijn van het net, de met blauw of groen aangegeven Sormovskaja Linieja, kwam in gebruik na de val van de Sovjet-Unie, op 20 december 1993. Voor de van Moskovskaja naar het westen lopende lijn werden twee nieuwe stations gebouwd: Kanavinskaja en Boernakovskaja. Na enige vertraging werd het huidige eindpunt Boerevestnik geopend op 9 september 2002.

## Tunnelbouw
De geboorde tunnels van de metro van Nizjni Novgorod zijn niet bijzonder diep gelegen. De stations werden alle door middel van de openbouwmethode gebouwd. Station Boerevestnik ligt direct onder het straatniveau.

## Lijnen en stations
De Avtozavodskaja-lijn loopt in noord-zuidrichting en verbindt het spoorwegstation met een aantal belangrijke industriële gebieden in het zuiden van de stad. De korte Sormovskaja-lijn loopt van het station naar woongebieden in het westen. Beide lijnen hebben officieel weliswaar Moskovskaja als eindpunt, maar worden feitelijk als één lijn bedreven. Treinen op de Avtozavodskaja-lijn keren in station Moskovskaja en rijden vervolgens verder over de Sormovskaja-lijn, waar in verband met het kopmaken links wordt gereden; in tegengestelde richting geldt hetzelfde patroon.
Station Moskovskaja is het vervoersknooppunt van de stad; het wordt aangedaan door beide lijnen van de metro (vier sporen), is het overstappunt voor een groot aantal tramlijnen en ligt naast het hoofdstation van Nizjni Novgorod (Moskovski vokzal). De stations van de metro van Nizjni Novgorod beschikken door hun geringe diepte enkel over vaste trappen en zijn niet met roltrappen uitgerust. Vier stations hebben een gewelfd plafond, negen stations hebben een perronhal met zuilen. Alle stations hebben een eilandperron, met uitzondering van Boerevestnik, dat over twee zijperrons beschikt. De afstand tussen twee stations bedraagt gemiddeld 1275 meter.
| Russisch (cyrillisch) | Nederlandse transcriptie |              | Russisch (cyrillisch) | Nederlandse transcriptie |
| --------------------- | ------------------------ | ------------ | --------------------- | ------------------------ |
| Автозаводская         | Avtozavodskaja           | Сормовская   | Sormovskaja           |                          |
| Горьковская           | Gorkovskaja              | Стрелка      | Strelka               |                          |
| Московская            | Moskovskaja              | Московская   | Moskovskaja           |                          |
| Чкаловская            | Tsjkalovskaja            | Канавинская  | Kanavinskaja          |                          |
| Ленинская             | Leninskaja               | Бурнаковская | Boernakovskaja        |                          |
| Заречная              | Zaretsjnaja              | Буревестник  | Boerevestnik          |                          |
| Двигатель Революции   | Dvigatel Revoljoetsii    |              |                       |                          |
| Пролетарская          | Proletarskaja            |              |                       |                          |
| Автозаводская         | Avtozavodskaja           |              |                       |                          |
| Комсомольская         | Komsomolskaja            |              |                       |                          |
| Кировская             | Kirovskaja               |              |                       |                          |
| Парк Культуры         | Park Koeltoery           |              |                       |                          |

## Rollend materieel
In 1985 werden door Vagonmasj in Sint-Petersburg vier treinen van het Sovjet-standaardtype 81-717 geleverd. Vergelijkbare treinen zijn ook te vinden in Boedapest, Praag, Warschau en alle metronetwerken in de voormalige Sovjet-Unie. De treinen worden door middel van een derde rail gevoed met 825 V gelijkstroom. Voor de dienstuitvoering zijn momenteel 24 vierrijtuigstellen beschikbaar, waarvan er maximaal 20 tegelijk worden ingezet. Voor onderhoud en stalling bevindt zich een depot nabij het station Proletarskaja.

## Praktische informatie
De metro van Nizjni Novgorod is geopend van 5:30 tot 1:00. Overdag rijden treinen met een frequentie van zeven minuten, die in de spits wordt verhoogd tot 1 trein per drie minuten. 's Avonds laat rijdt er ongeveer elke 15 minuten een trein. Ritten worden betaald met speciale muntjes die in het tourniquet gestoken moeten worden. De prijs van een rit bedraagt vijf roebel (ca. € 0,15). In 2002 maakten zo'n 60 miljoen reizigers gebruik van de metro, wat neerkomt op een kleine 165.000 passagiers per dag.

## Toekomst
Voor beide bestaande lijnen zijn er uitbreidingsplannen, daarnaast is er een derde lijn voorzien, die geheel op de rechteroever van de Oka zal lopen. De Avtozavodskaja-lijn zal vanaf Moskovskaja in oostelijke richting verlengd worden naar het stadscentrum. De lijn zal de rivier de kruisen door middel van een brug en via Gorkovskaja station Plosjtsjad Svobody bereiken. De bouw van een gecombineerde brug voor auto- en metroverkeer startte in 2001, maar werd in de lente van 2002 stilgelegd. In de winter van hetzelfde jaar werden de werkzaamheden hervat, maar sinds 2005 ligt de bouw opnieuw stil. De Sormovskaja-lijn moet aan beide einden verlengd worden: in het westen met twee stations tot Sormovskaja, in het (noord)oosten met vier stations tot aan de Wolga-oever.